# Gautier Larsonneur
Pour les articles homonymes, voir Larsonneur.
Gautier Larsonneur, né le 23 février 1997 à Saint-Renan (Finistère), est un footballeur professionnel qui évolue au poste de gardien de but à l'AS Saint-Étienne.

## Carrière

### Stade brestois 29
Gautier Larsonneur évolue de 2003 à 2008 à l'US Plougonvelin puis rejoint le Stade brestois 29. En mars 2012, il dispute à Clairefontaine la Coupe nationale U15 avec l'équipe de Bretagne. Il joue pour l'équipe réserve en CFA 2 de 2014 à 2017, jouant 39 matches. Avec l'équipe U19 du Stade brestois, il participe à la Coupe Gambardella 2013-2014 où il est éliminé en quarts de finale aux tirs au but par l'AS Monaco d'Anthony Martial, puis demi-finaliste de la Coupe Gambardella 2015-2016, encore éliminé par l'AS Monaco de Kylian Mbappé et de son futur coéquipier de 2019 à 2022, Irvin Cardona.
Alors qu'il est troisième gardien, la blessure de Julien Fabri le mène à faire ses débuts dans un championnat professionnel avec le Stade brestois lors d'un match de Ligue 2 2017-2018 le 11 août 2017 contre le Gazélec Ajaccio, trois jours après ses débuts en équipe première en Coupe de la Ligue. Il devient au fil des mois le gardien numéro un du club et est appelé en équipe de France de football espoirs en mars 2018,. Auteur d'une très bonne première saison, il est nommé pour le titre de meilleur gardien de Ligue 2 aux Trophées UNFP du football 2018 finalement remporté par son coéquipier en équipe de France espoir Paul Bernardoni.
Il conserve sa place de numéro un lors de la saison 2018-2019 avec le Stade brestois 29. Dans la continuité de la saison précédente, il réalise à nouveau de très bonnes performances au cours de la saison et est de nouveau nommé pour le titre de meilleur gardien de Ligue 2 aux Trophées UNFP du football 2019. Le Stade brestois 29 termine la saison à la 2e place du championnat et est promu en Ligue 1. Gautier Larsonneur déclare à l'issue de la saison qu'il restera dans son club formateur pour découvrir la Ligue 1.
Dès le début de saison de Ligue 1, il réalise des arrêts très importants et est très constant dans ses performances. Cela permet a son équipe de ne pas perdre les matchs et de gagner des points pour assurer leur maintien. Il se montre notamment décisif contre Angers (victoire 0-1), Amiens et Lille où il arrête un penalty malgré la défaite et contre Nice où il stoppe toutes les tentatives adverses pour obtenir le match nul (0-0). A la mi-saison, Larsonneur est le gardien ayant effectué le plus d'arrêts en Ligue 1.
Gautier Larsonneur présente la particularité d'être le plus petit gardien titulaire sur la saison 2019-2020 de Ligue 1. Lors de la saison 2020-2021, à la suite de prestations jugées décevantes par son entraîneur Olivier Dall'Oglio, il prend place sur le banc face aux Girondins de Bordeaux en février (24e journée, victoire 2-1), Sébastien Cibois lui étant préféré. Il retrouve néanmoins rapidement sa place, dès la fin du mois face à l'AS Monaco (27e journée, défaite 2-0). Il réalise ainsi une nouvelle saison pleine et participe au maintien du Stade brestois, 17e au terme de la saison. Il encaisse toutefois 62 buts en 35 matchs.
Déçu de la préparation estivale de Larsonneur, Michel Der Zakarian, nouvel entraîneur de l'équipe finistérienne, décide de titulariser Marco Bizot pour la première journée de championnat face à l'Olympique lyonnais (1re journée, 1-1) alors que le gardien néerlandais est arrivé quelques jours auparavant en Bretagne. Auteur de prestations convaincantes pour ses débuts, il prend la place du numéro un dans les cages. Larsonneur ne dispute alors aucun match de championnat lors de l'exercice 2021-2022, disputant seulement trois rencontres avec l'équipe première, en Coupe de France, où le parcours des brestois s'arrête en huitièmes de finale face au FC Nantes. En froid avec Der Zakarian, il n'est pas convoqué dans le groupe amené à affronter les Girondins de Bordeaux lors de la dernière journée de championnat.

#### Prêt au Valenciennes FC
Son avenir ne s'écrivant plus en Bretagne, il est prêté le 12 juillet 2022 au Valenciennes FC, évoluant en Ligue 2, pour la saison 2022-2023 où il prend la succession de Lucas Chevalier. Il réalise de bons débuts sous le maillot de Valenciennes, ayant trois clean-sheets à son compteur après six journées de championnat.

### AS Saint-Étienne
Le 6 janvier 2023, il est transféré pour un peu plus de deux millions d'euros à l'AS Saint-Etienne, Valenciennes recevant également une indemnité pour la fin prématurée du prêt,. Il paraphe un contrat de deux ans et demi avec les Verts, qui sont alors derniers de Ligue 2, où les deux gardiens, Étienne Green et Matthieu Dreyer, n'ont pas proposé des prestations convaincantes. Il s'installe alors dans les buts stéphanois, disputant l'intégralité des rencontres de championnat entre son arrivée et la fin de saison. Au terme de celle-ci, l'ASSE se classe 8e.
Il se blesse gravement à l'épaule à l'entraînement le 28 octobre 2023, étant directement transporté aux urgences pour y être hospitalisé. Il revient mi-décembre face à Guingamp. Durant le championnat 2023-2024, il a un rôle crucial en enchaînant les clean-sheets, ce qui fait de l'AS Saint-Étienne la meilleure défense du championnat. Le club est promu en Ligue 1 en reportant le barrage d'accession face au FC Metz.

### En sélection
Gautier Larsonneur est appelé pour la première fois en équipe de France espoir en 2018 à la suite de sa très bonne saison avec le Stade brestois. Il devient rapidement la doublure de Paul Bernardoni et honorera sa première sélection avec les espoirs contre la Suisse le 25 mai 2018, match que l'équipe de France perdra 2-1. Il jouera un second match le 15 novembre 2018 contre la Croatie pour un résultat nul de 2-2.
Il est appelé par le sélectionneur Sylvain Ripoll pour disputer l'Euro espoirs en juin 2019.
En juillet 2021, il est convoqué pour participer aux Jeux olympiques de Tokyo. Mais il est finalement retenu par le Stade brestois en raison de la blessure du gardien remplaçant Sébastien Cibois.

## Statistiques

### En club

#### En équipe réserve
| Saison                | Club                   | Championnat           | Championnat | Championnat | Coupe(s) nationale(s) | Coupe(s) nationale(s) | Total | Total |
| Saison                | Club                   | Division              | M.          | B.          | M.                    | B.                    | M.    | B.    |
| 2014-2015             | Stade brestois 29 rés. | CFA2                  | 8           | 0           | -                     | -                     | 8     | 0     |
| 2015-2016             | Stade brestois 29 rés. | CFA2                  | 8           | 0           | -                     | -                     | 8     | 0     |
| 2016-2017             | Stade brestois 29 rés. | CFA2                  | 23          | 0           | -                     | -                     | 23    | 0     |
| Total sur la carrière | Total sur la carrière  | Total sur la carrière | 39          | 0           | -                     | -                     | 39    | 0     |

#### Parcours professionnel
| Saison                | Club                   | Championnat           | Championnat | Championnat | Coupe nationale | Coupe nationale | Coupe de la Ligue | Coupe de la Ligue | Play-offs | Play-offs | Total | Total |
| Saison                | Club                   | Division              | M.          | B.          | M.              | B.              | M.                | B.                | M.        | B.        | M.    | B.    |
| 2017-2018             | Stade brestois 29      | Ligue 2               | 36          | 0           | -               | -               | 1                 | 0                 | 1         | 0         | 38    | 0     |
| 2018-2019             | Stade brestois 29      | Ligue 2               | 37          | 0           | -               | -               | -                 | -                 | -         | -         | 37    | 0     |
| 2019-2020             | Stade brestois 29      | Ligue 1               | 27          | 0           | 1               | 0               | -                 | -                 | -         | -         | 28    | 0     |
| 2020-2021             | Stade brestois 29      | Ligue 1               | 35          | 0           | -               | -               | -                 | -                 | -         | -         | 35    | 0     |
| 2021-2022             | Stade brestois 29      | Ligue 1               | 0           | 0           | 3               | 0               | -                 | -                 | -         | -         | 3     | 0     |
| Sous-total            | Sous-total             | Sous-total            | 135         | 0           | 4               | 0               | 1                 | 0                 | 1         | 0         | 141   | 0     |
| 2022-2023             | Valenciennes FC (prêt) | Ligue 2               | 17          | 0           | 1               | 0               | -                 | -                 | -         | -         | 18    | 0     |
| 2022-2023             | AS Saint-Étienne       | Ligue 2               | 21          | 0           | -               | -               | -                 | -                 | -         | -         | 21    | 0     |
| 2023-2024             | AS Saint-Étienne       | Ligue 2               | 32          | 0           | 1               | 0               | -                 | -                 | 3         | 0         | 36    | 0     |
| 2024-2025             | AS Saint-Étienne       | Ligue 1               | 34          | 0           | -               | -               | -                 | -                 | -         | -         | 34    | 0     |
| 2025-2026             | AS Saint-Étienne       | Ligue 2               | 2           | 0           | -               | -               | -                 | -                 | -         | -         | 2     | 0     |
| Sous-total            | Sous-total             | Sous-total            | 89          | 0           | 1               | 0               | -                 | -                 | 3         | 0         | 93    | 0     |
| Total sur la carrière | Total sur la carrière  | Total sur la carrière | 241         | 0           | 6               | 0               | 1                 | 0                 | 4         | 0         | 252   | 0     |

## Palmarès

### En club
Stade brestois 29
- Vice-champion de Ligue 2 en 2019 avec le Stade brestois 29.

### Distinctions personnelles
- Nommé pour le Trophée UNFP du meilleur gardien de Ligue 2 en 2018 et 2019.
- Lauréat du Trophée UNFP du meilleur gardien de Ligue 2 en 2024[17].
- Nommé dans l'équipe type de Ligue 2 aux Trophées UNFP du football 2024[17].